# Go Down Moses
Ne doit pas être confondu avec Old Man Mose.
Pour les articles homonymes, voir Moses et Moïse (homonymie).
Clip vidéo
[vidéo] « Louis Armstrong - Go Down Moses », sur YouTube
Go Down Moses (Let My People Go) (Descends Moïse, laisse aller mon peuple, en anglais) est un standard de jazz negro spiritual du XIXe siècle, sur le thème allégorique de l'abolition de l'esclavage, de la religion abrahamique. Sa reprise par Louis Armstrong avec Sy Oliver's Orchestra, extrait de son album Louis and the Good Book (en) de 1958, est un des plus importants succès de sa carrière et de l'histoire du jazz.

## Histoire
Les paroles reprennent l'histoire du prophète Moïse de la religion abrahamique, à la période de l'Égypte antique, délivrant le peuple hébreu de l'esclavage en Égypte, et de leur Exode hors d'Égypte, du livre de l'Exode (5:1 et 8:1) de l'Ancien Testament de la Bible « L'Éternel dit à Moïse : Va vers Pharaon, et tu lui diras : Ainsi parle l'Éternel : Laisse aller mon peuple, afin qu'il me serve... ». 
Le negro spiritual est une musique vocale sacrée des esclaves afro-américains du XIXe siècle, à l'origine du gospel. La musique gospel est une musique chrétienne des chrétiens évangéliques afro-américains. 

## Reprises
- 1958 : Louis Armstrong l'enregistre le 7 février 1958 à New York avec Sy Oliver's Orchestra.
- 1964 : John William l'adapte en gospel avec "Paix aux pauvres gens"
- 1965 : Claude Nougaro l'adapte avec sa chanson Armstrong, en hommage à Louis Armstrong[2].
- 1975 : Paul Robeson la popularise.

## Paroles
When Israel was in Egypt's land 
Let my people go
Oppressed so hard they could not stand
Let my people go
Go down, Moses, way down in Egypt's land.
Tell old Pharaoh to let my people go.
Thus saith the Lord, bold Moses said, 
Let my people go,
If not, I'll smite your first-born dead, 
Let my people go.
Go down Moses
No more shall they in bondage toil, 
Let my people go,
Let them come out with Egypt's spoil, 
Let my people go.
Go down Moses
The Lord told Moses what to do, 
Let my people go,
To lead the Hebrew children through, 
Let my people go.
Go down Moses
O come along Moses, you'll not get lost, 
Let my people go,
Stretch out your rod and come across, 
Let my people go.
Go down Moses
As Israel stood by the waterside, 
Let my people go,
At God's command it did divide, 
Let my people go.
Go down Moses
When they reached the other shore, 
Let my people go,
They sang a song of triumph o'er, 
Let my people go.
Go down Moses
Pharaoh said he'd go across, 
Let my people go,
But Pharaoh and his host were lost, 
Let my people go.
Go down Moses
Jordan shall stand up like a wall, 
Let my people go,
And the walls of Jericho shall fall, 
Let my people go.
Go down Moses
Your foes shall not before you stand, 
Let my people go,
And you'll possess fair Canaan's land, 
Let my people go.
Go down Moses
O let us all from bondage flee, 
Let my people go,
And let us all in Christ be free, 
Let my people go.
Go down Moses
We need not always weep and mourn, 
Let my people go,
And wear these slavery chains forlorn, 
Let my people go.
Go down Moses